# Georgia Coleman
Georgia Coleman (St. Maries, 23 gennaio 1912 – Los Angeles, 14 settembre 1940) è stata una tuffatrice statunitense.
È deceduta a soli 28 anni a causa di problemi di salute dovuti a poliomielite e polmonite.

## Palmarès
Olimpiadi
- 4 medaglie:
  - 1 oro (trampolino 3 m a Los Angeles 1932)
  - 2 argenti (piattaforma 10 m a Amsterdam 1928, piattaforma 10 m a Los Angeles 1932)
  - 1 bronzo (trampolino 3 m a Amsterdam 1928).